# Charles Ephrussi
Charles Ephrussi (Odessa, 24 dicembre 1849 – Parigi, 30 settembre 1905) è stato un critico d'arte, storico dell'arte e collezionista d'arte russo naturalizzato francese.

## Biografia
Membro della ricca famiglia di origine ebraica Ephrussi, trascorse i primi dieci anni della sua vita a Odessa, un importante porto sul Mar Nero, dove suo nonno era un industriale del grano, prima di trasferirsi a Vienna. Suo padre Léon e suo zio Ignace erano incaricati di stabilire succursali dell'azienda di famiglia in Europa.
Nel 1871 Charles Ephrussi si trasferì nell'Hôtel Ephrussi di recente costruzione, 81 rue de Monceau, a Parigi, con i suoi genitori e fratelli. L'anno successivo viaggiò in Italia, dove iniziò a collezionare opere d'arte. Al suo ritorno a Parigi, divenne più coinvolto sia nell'acquisto di arte sia nella sua critica, pubblicando il suo primo articolo sulla Gazette des Beaux-Arts nel 1876. Come la maggior parte delle sue pubblicazioni, riguardava l'arte del Rinascimento. Ha anche donato due opere d'arte al Louvre.
Intorno al 1880, Charles Ephrussi si interessò all'arte degli impressionisti e, nei prossimi anni, acquistò circa 40 opere di Monet, Manet, Degas, Renoir e Pissarro, tra gli altri. È stato identificato come l'uomo con un cappello a cilindro in piedi con le spalle rivolte a noi ne La colazione dei canottieri di Renoir (Phillips Collection, Washington DC). Fu coproprietario (dal 1885) e poi redattore (dal 1894), nonché collaboratore della Gazette des Beaux-Arts, il più importante periodico storico dell'arte in Francia.
In quel periodo iniziò a collezionare lacche e netsuke giapponesi, argomento di Un'eredità di avorio e ambra (2010) di Edmund de Waal, che dedica una notevole attenzione alla vita e agli interessi artistici di Charles.
Nel 1891 Ephrussi si trasferì con il fratello Ignace in una grande residenza parigina all'11, avenue d'Iéna. I suoi gusti erano cambiati e ha decorato la sua parte in stile impero. A quel tempo, era una figura affermata nel mondo dell'arte di Parigi e un gradito ospite in alcuni dei saloni più famosi. Fu una delle ispirazioni per la figura di Swann di Marcel Proust in Alla ricerca del tempo perduto).
Tutto questo cambiò con l'affare Dreyfus nel 1894, che polarizzò la Francia e fece chiudere molte porte agli ebrei. La famiglia Ephrussi era molto in vista e divenne pertanto il bersaglio di attacchi antisemiti.
Charles morì nel 1905, prima che Dreyfus fosse scagionato. Non si era mai sposato e aveva lasciato gran parte della sua eredità a sua nipote Fanny Kann e suo marito Théodore Reinach.